# Pīr Kheẕrān
Pīr Kheẕrān (persiska: پیر خضران) är en ort i Iran.   Den ligger i provinsen Kurdistan, i den nordvästra delen av landet, 400 km väster om huvudstaden Teheran. Pīr Kheẕrān ligger 1 516 meter över havet och antalet invånare är 181.
Terrängen runt Pīr Kheẕrān är huvudsakligen kuperad, men söderut är den bergig. Pīr Kheẕrān ligger nere i en dal. Runt Pīr Kheẕrān är det ganska tätbefolkat, med 60 invånare per kvadratkilometer. Närmaste större samhälle är Sarvābād, 16,8 km sydväst om Pīr Kheẕrān. Trakten runt Pīr Kheẕrān består i huvudsak av gräsmarker.